# Śluza Guzianka I
Śluza Guzianka I – śluza komorowa w Guziance, części Rucianego-Nidy, pomiędzy jeziorami Guzianka Mała i Bełdany. Jej komora  została wybudowana w roku 1879. Początkowo była wykonana z drewna, dopiero w 1899 drewno zastąpiono ścianami z cegieł i kamienia. Rocznie śluzuje się przez nią około 20 tysięcy łodzi.

## Podstawowe dane
- wybudowana i uruchomiona: 1879[1]
- różnica poziomów: ok. 2 m[5]
- długość: 44 m[5]
- szerokość wrót: 7,5 m

## Opis
Łączy główną grupę jezior mazurskich (przez jezioro Bełdany) z miastem Ruciane-Nida, z Jeziorem Nidzkim oraz z mniejszymi jeziorami Guzianka Mała i Guzianka Wielka (poziom wody wyższy o około 2 m od większości zbiorników żeglownych w Krainie Wielkich Jezior Mazurskich). Jest to ważny węzeł komunikacyjny na szlaku Wielkich Jezior Mazurskich.

### Śluza Guzianka II
W sezonie żeglarskim ruch przez śluzę jest na tyle duży (w 2019 r. prześluzowano 15 tysięcy jednostek, najwięcej ze wszystkich śluz w Polsce), że w 2018 r. podpisano umowę na wybudowanie drugiej komory śluzy i rozpoczęto jej budowę w miejscu dotychczasowego jazu. 29 maja 2020 r. budowa została ukończona. Komora śluzy Guzianka II jest nieco dłuższa od starej komory. Założeniem budowy było, że stara śluza zostanie przeznaczona do śluzowania statków pasażerskich (które są wielkością dostosowane do komory tej śluzy), a nowa będzie śluzowała jachty, które wcześniej musiały ustępować pierwszeństwa statkom pasażerskim.

## Wypadek
30 sierpnia 2004 doszło do wypadku spowodowanego przez statek Żeglugi Mazurskiej „Odylia”. Statek płynący z Rucianego-Nidy wpłynął do śluzy i uderzył w dolne wrota. Żaden z 16 pasażerów nie został ranny. Śledztwo wykazało, że nastąpiła awaria biegu wstecznego na jednostce oraz że kapitan miał 0,67 promila alkoholu w wydychanym powietrzu. W wyniku uderzenia wrota wypadły z zawiasów i musiały zostać zdemontowane i wyremontowane w stoczni Żeglugi Mazurskiej. Przez pewien czas jachty były śluzowane za pomocą dźwigu.

## Etapy śluzowania
Dopływając do śluzy należy zachować ostrożność i dobry obyczaj żeglarski, przepuszczając jednostki wypływające ze śluzy i nie wpływając przed jednostki już czekające na wpłynięcie do śluzy.
W samej śluzie należy zachować spokój. Jacht powinien być cumowany do cum leżących na wewnętrznych ścianach w sposób „na biegowo”, poprzez przytrzymanie lin przez członków załogi. Jachty w środku śluzy nie wymagają cumowania. Wszystkie jednostki wpływające do śluzy powinny robić to bardzo wolno, aby jak najszybciej przejść na bieg jałowy silnika i pozostać na biegu neutralnym do czasu wypłynięcia. Najbezpieczniejszą formą wpływania do śluzy jest „przeciąganie” się po jachtach bez użycia silnika przez co jednostka nie zagraża innym jachtom i sama nie jest narażona na uszkodzenia.

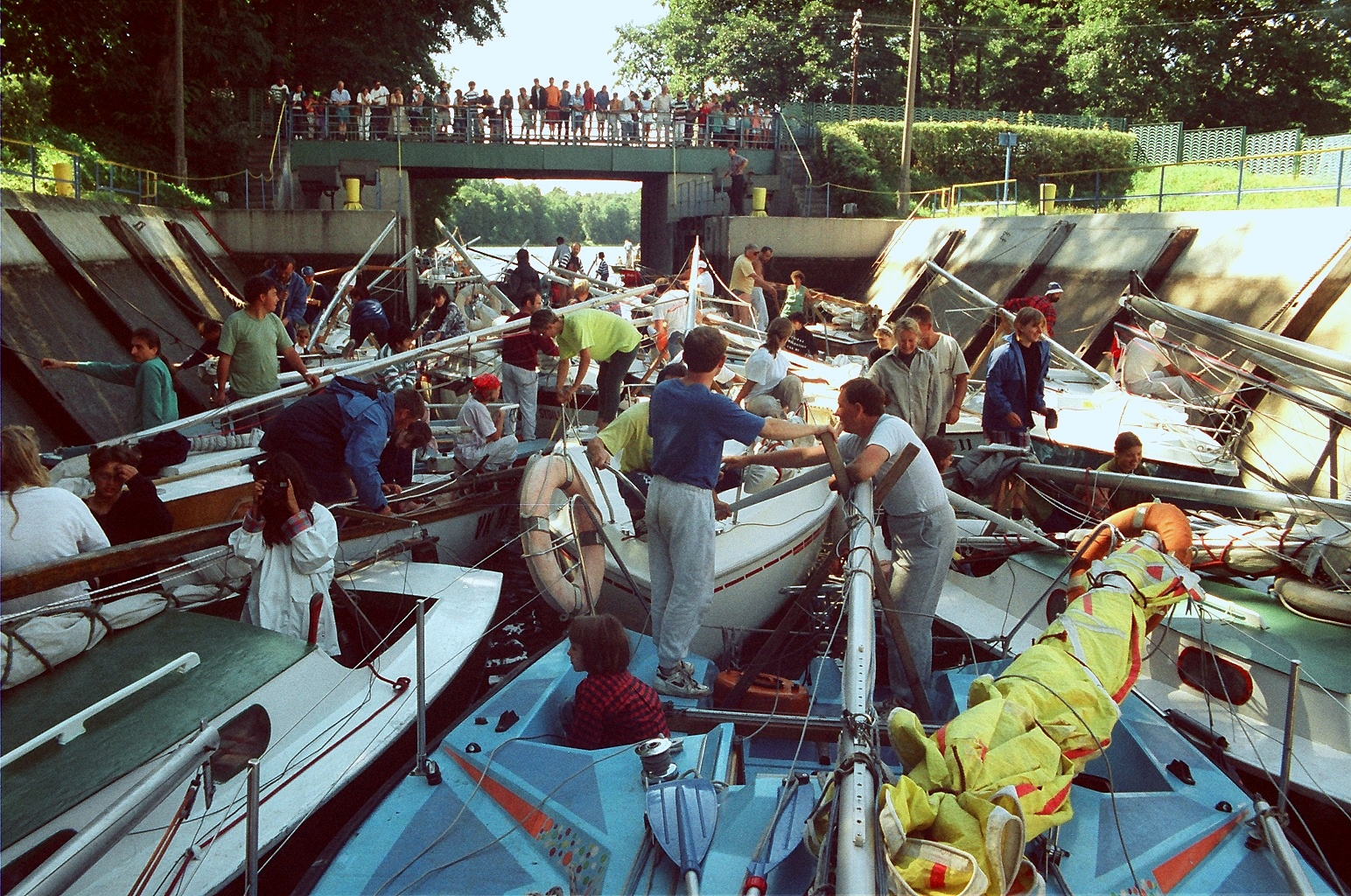
Śluzowanie jest chętnie obserwowane przez turystów